# Paris-Roubaix 1949
La 47e édition de la course cycliste Paris-Roubaix a eu lieu le 18 avril 1949 et a été remportée par l'Italien Serse Coppi et le Français André Mahé qui ont été classés ex æquo. André Mahé a franchi la ligne d'arrivée le premier, après avoir été mal orienté et avoir pénétré dans le vélodrome par une autre entrée que celle prévue. Serse Coppi, vainqueur du sprint du peloton, a posé une réclamation et a été désigné vainqueur par le jury. L'Union cycliste internationale a désigné les deux coureurs vainqueurs ex æquo au mois de novembre.
La course est l'une des épreuves comptant pour le Challenge Desgrange-Colombo.

## Déroulement de la course
217 coureurs prennent le départ de la course à Saint-Denis. Cette édition est annoncée comme un duel entre le Belge Rik Van Steenbergen, tenant du titre, et l'Italien Fausto Coppi, qui participe pour la première fois.
Après une courte échappée de Paolieri et Bonnaventure, Brambilla et Walkiers, rejoints ensuite par Bernard Gauthier, Lambrechts, Mallabrocca et Gherardi, forment un nouveau groupe. Ils comptent une minute et 15 secondes d'avance à Breteuil. À Amiens, trois coureurs, Accou, Florent Mathieu et Rossi, les suivent à une minute et 45 secondes et précèdent Jean Robic et Louis Déprez. Au sommet de la côte de Doullens, ce dernier passe en tête avec Bernard Gautier. Dix coureurs les suivent à 30 secondes, puis 150 autres à une minute et quinze secondes. À Arras, le peloton se reforme.
Plusieurs coureurs sont écartés de la victoire par des chutes. Ferdi Kübler et Rik Van Steenbergen ont notamment abandonné après être tombés, respectivement à Amiens et après Arras.
À 26 km de l'arrivée, à Seclin, le Français Jésus Moujica s'échappe. Les Belges Florent Mathieu, puis Frans Leenen le rejoignent. Le Français André Mahé sort également du peloton et les rattrape. Mathieu chute à Hem puis Moujica tombe à son tour et casse une pédale. En arrivant au vélodrome de Roubaix, Mahé et Leenen, ainsi que Moujica qui les suit, sont mal aiguillés par un service d'ordre débordé. Ils pénètrent la piste en passant par la porte de la tribune de presse, ce qui leur fait faire 220 mètres de plus. Mahé est le premier sur la ligne d'arrivée. Un peloton important arrive peu après. L'Italien Serse Coppi, frère de Fausto Coppi, devance au sprint André Declerck.
Mahé est d'abord désigné vainqueur et effectue un tour d'honneur. Serse Coppi, soutenu par son frère Fausto et l'équipe cycliste Bianchi, pose cependant une réclamation : l'itinéraire officiel n'a pas été respecté par les coureurs de tête. Mahé est déclassé, et Serse Coppi désigné vainqueur. Durant la semaine qui suit, la Fédération française de cyclisme (FFC) désigne cependant Mahé vainqueur de Leenen, s'appuyant sur un autre article du règlement qui stipule que les cyclistes doivent suivre les instructions du service d'ordre. La Fédération cycliste italienne conteste cette décision devant l'Union cycliste internationale (UCI), qui annule le résultat au mois d'août et fixe la prise de décision définitive au mois de novembre, à l'occasion de son congrès à Zurich. Achille Joinard, président de la FFC, y est candidat à la présidence et plus enclin au compromis car pour les Belges et les Italiens, Serse Coppi doit être désigné vainqueur. De son côté, Fausto Coppi menace de ne plus participer à Paris-Roubaix si une décision favorable à son frère n'est pas prise. L'UCI décide d'attribuer la victoire ex æquo à André Mahé et Serse Coppi,.

## Classement final
|    | Cycliste              | Équipe             | Temps           |
| -- | --------------------- | ------------------ | --------------- |
| 1  | Serse Coppi           | Bianchi-Ursus      | 6 h 11 min 59 s |
| 1  | André Mahé            | Stella-Dunlop      | ex æquo         |
| 3  | Frans Leenen          | Starnord           | m.t.            |
| 4  | Georges Martin        | Rhonson            | m.t.            |
| 5  | Jésus-Jacques Moujica | Mercier-Hutchinson | m.t.            |
| 6  | André Declerck        | Bertin             | m.t.            |
| 7  | Florent Mathieu       | Rochet             | m.t.            |
| 8  | Roger Gyselinck       | Groene Leeuw       | m.t.            |
| 9  | Achiel Buysse         | Thompson           | m.t.            |
| 10 | Albert Anciaux        | Peugeot            | m.t.            |